# Grupa Leona Șușmana
Grupa Leona Șușmana (rum. Grupul Leon Șușman) – rumuński antykomunistyczny oddział zbrojny w latach 1949–1957
Adwokat Leon Șușman wraz ze swoim bratem Gheorghe Șușmanem, pochodzący z miasteczka Ocna Mureș, byli lokalnymi działaczami Narodowej Partii Liberalnej. W wyniku represji komunistycznych w 1946 roku zostali zmuszeni do ucieczki do lasu. Schronili się w leśniczówce leśnika Nicolae Jurja w rejonie wsi Ponor. Po pewnym czasie przenieśli się na obszar gminy Poșaga, ukrywając się w Dolinie Arieșului w Górach Zachodniorumuńskich. Przebywali tam przez kilka lat. W 1949 roku skontaktowali się z grupą dywersyjną „Grimalschi” przerzuconą samolotami z RFN. Został utworzony oddział partyzancki do walki z przedstawicielami reżimu komunistycznego. Dowództwo objął Cornel Diac. Byli szczególnie aktywni w latach 1950-1951. Współpracowali z inną grupą zbrojną dr. Iosifa Georghe Capoty, która operowała w rejonie miasta Huedin. W celu zwiększenia bezpieczeństwa oddział partyzancki został podzielony na 2 grupy, działające oddzielnie w rejonie  Rachitele-Poșaga i  Huedin-Campeni. W wyniku starć zbrojnych z nimi zginęło 7 funkcjonariuszy organów bezpieczeństwa, zaś kilku zostało rannych. Partyzanci działali do 18 lipca 1957 roku, kiedy funkcjonariusze Securitate okrążyli dom, w którym przebywała część partyzantów. W wyniku strzelaniny zginął L. Șușman i duchowny Simion Roșa. Kilku zostało rannych. Wszystkich aresztowano. Tego samego dnia Securitate schwytało 2 kolejnych partyzantów. Aresztowania trwały do 4 sierpnia. Ogółem zostało aresztowanych ok. 140 osób, zaś 58 rodzin chłopskich deportowano do Bărăgan. W wyniku procesu 5 partyzantów skazano na karę śmierci, natychmiast wykonaną. Reszta dostała kary wieloletniego więzienia, część skazanych odbywała ją na robotach w kopalni ołowiu w Zarca Aiudului.